# Famille de Beaumont-Gâtinais
Pour les articles homonymes, voir Famille de Beaumont, Beaumont et Gâtinais (homonymie).
 (juin 2024).
Si vous disposez d'ouvrages ou d'articles de référence ou si vous connaissez des sites web de qualité traitant du thème abordé ici, merci de compléter l'article en donnant les références utiles à sa vérifiabilité et en les liant à la section « Notes et références ».

Armes de la famille de Beaumont-Gâtinais

La famille de Beaumont-Gâtinais est une lignée de seigneurs originaires de l'ancien comté du Gâtinais depuis le Moyen Âge.

## Filiation
- Adam Ier de Beaumont-Gâtinais, (1150-1191), seigneur de Beaumont-du-Gâtinais, compagnon d'armes du roi d'Angleterre Richard Cœur de Lion durant la Troisième croisade.
  - Adam II de Beaumont-Gâtinais, (1185-1242), maréchal d'Angleterre (1215) pour le Prince Louis de France (futur roi de France Louis VIII), prétendant à la Couronne d'Angleterre.
    - Jean Guillaume de Beaumont (décédé en 1257), maréchal de France

  - Jean Ier de Beaumont-Gâtinais (1190-1255), fils d'Adam Ier de Beaumont-Gâtinais seigneur de Beaumont-du-Gâtinais et d'Alix Leriche dame d'Athis-Mons.
    - Guillaume de Beaumont-Gâtinais, (1215-1269), seigneur de Beaumont-du-Gâtinais et de Villemomble et comte de Caserte, dit Pied-de-Rat.
      - Isabelle de Beaumont-Gâtinais (1240-1272), épouse de Guy VIII de Laval.

    - Alix de Beaumont-Gâtinais, mariée avant 1240 à Jean Ier d'Harcourt.